# Хедвіг Стенбок
Хедвіг Стенбок (швед. Hedvig Stenbock, повне ім'я Hedvig Eleonora Stenbock; 1655—1714) — шведська дворянка, графиня.

## Біографія
Народилась 29 березня 1655 року в сім'ї графа Еріка Стенбока, нащадка Катарини Стенбок, і його дружини Катарини фон Шверін (Catharina von Schwerin); була сестрою Магдалени Стенбок.
Хедвіг отримала добру освіту, розмовляла французькою, німецькою та італійською мовами, що привело її до посади придворної леді (фрейліни) королеви. Хедвіг Стенбок стала центром декількоїх конфліктів при дворі королеви, в яких вона відстоювала свою честь.
15 липня 1689 року Хедвіг Стенбок  одружилася зі шведським архітектором і придворним Нікодемусом Тессіном, у них був син Карл Тессін.
Померла 6 грудня 1714 року.
У пам'ять про Хедвіг Стенбок шведський медальєр Карл Гедлінгер виготовив медаль.